# Opole Nowe (gromada)
Opole Nowe (początkowo Opole-Nowe) – dawna gromada, czyli najmniejsza jednostka podziału terytorialnego Polskiej Rzeczypospolitej Ludowej w latach 1954–1972.
Gromady, z gromadzkimi radami narodowymi (GRN) jako organami władzy najniższego stopnia na wsi, funkcjonowały od reformy reorganizującej administrację wiejską przeprowadzonej jesienią 1954 do momentu ich zniesienia z dniem 1 stycznia 1973, tym samym wypierając organizację gminną w latach 1954–1972.
Gromadę Opole-Nowe (pisownia z łącznikiem) z siedzibą GRN w Opolu-Nowym (w obecnym brzmieniu Nowe Opole) utworzono – jako jedną z 8759 gromad – w powiecie siedleckim w woj. warszawskim, na mocy uchwały nr VI/10/18/54 WRN w Warszawie z dnia 5 października 1954. W skład jednostki weszły obszary dotychczasowych gromad Gręzów, Iganie Nowe, Iganie Stare (z wyłączeniem przysiółków Swoboda i Wyględówka()), Opole Nowe, Opole Stare i Opole-Świerczyna ze zniesionej gminy Niwiski w tymże powiecie. Dla gromady ustalono 21 członków gromadzkiej rady narodowej.
31 grudnia 1961 gromadę zniesiono, włączając jej obszar do gromad: Kotuń (wieś Gręzów), Niwiski (wsie Nowe Opole, Opole-Świerczyna i Stare Opole) i nowo utworzonej Siedlce (wsie Iganie Nowe i Iganie Stare) w tymże powiecie.